# 奧本希爾斯 (特拉華州)
奧本希爾斯（英語：Auburn Hills）是位於美國特拉華州紐卡斯爾縣的一個非建制地區。

## 地理
奧本希爾斯的座標為39°48′15″N 75°41′34″W / 39.80417°N 75.69278°W，而該地最高點為海拔高度125米（即410英尺）。